# هنري هينيسي
هنري هينيسي (بالإنجليزية: Henry Hennessy)‏  (و. 1826 – 1901 م) هو فيزيائي من المملكة المتحدة لبريطانيا العظمى وإيرلندا . وكان عضواً في الجمعية الملكية .
توفي عن عمر يناهز 75 عاماً.